# Croze
Croze là một xã thuộc tỉnh Creuse trong vùng Nouvelle-Aquitaine miền trung nước Pháp. Xã này nằm ở khu vực có độ cao trung bình 518 mét trên mực nước biển.

## Địa lý
Một khu vực lâm nghiệp và nông trang, tại nơi hợp lưu của sông Creuse với sông Gioune, cự ly khoảng 10 dặm (16 km) về phía nam Aubusson tại giao lộ các tuyến đường D35 và D982.

## Dân số
| 1962                                                        | 1968 | 1975 | 1982 | 1990 | 1999 | 2006 |
| ----------------------------------------------------------- | ---- | ---- | ---- | ---- | ---- | ---- |
| 207                                                         | 245  | 196  | 211  | 202  | 211  | 190  |
| Số liệu điều tra dân số từ năm 1962 Dân số chỉ tính một lần |      |      |      |      |      |      |

## Địa điểm nổi bật
- Nhà thờ thế kỷ 12 St.John tại Montel-Guillaume.
- Nhà thờ thế kỷ 15 St.Antoine.
- Lâu đài thế kỷ 19 Mas-Laurent, thay thế lâu đài cũ.

## Người địa phương
- Lucien Le Cam, nhà toán học.